# Liste des Premiers ministres du Kazakhstan
Voici la liste des Premiers ministres du Kazakhstan, depuis la création de ce poste en 1920.

## Autonomie d'Alash
Premier ministre de l'autonomie d'Alash
- Alikhan Boukeïkhanov

## RSSA kirghize
Présidents du Conseil des commissaires du peuple de la République socialiste soviétique autonome kirghize
- Viktor Radous-Zenkovitch
- Moukhamedkhafi Mourzagaliev (ru)
- Saken Seïfoulline
- Nygmet Nourmakov

## RSSA kazakhe
Présidents du Conseil des commissaires du peuple de la République socialiste soviétique autonome kazakhe
- Nygmet Nourmakov
- Ouraz Issaïev (en)

## RSS kazakhe
Présidents du Conseil des commissaires du peuple de la République socialiste soviétique kazakhe
- Ouraz Issaïev (en)
- Ibrahim Tajiev (ru)
- Nourtas Oundassynov (ru)

Présidents du Conseil des ministres
- Iéloubaï Taïbékov (ru)
- Dinmoukhammed Kounaïev
- Joumabek Tachénev (ru)
- Salken Daoulénov (ru)
- Massymkhan Beïssébaïev (ru)
- Dinmoukhammed Kounaïev
- Massymkhan Beïssébaïev (ru)
- Baïken Achimov (en)
- Noursoultan Nazarbaïev
- Ouzakbaï Karamanov (en)

## République du Kazakhstan

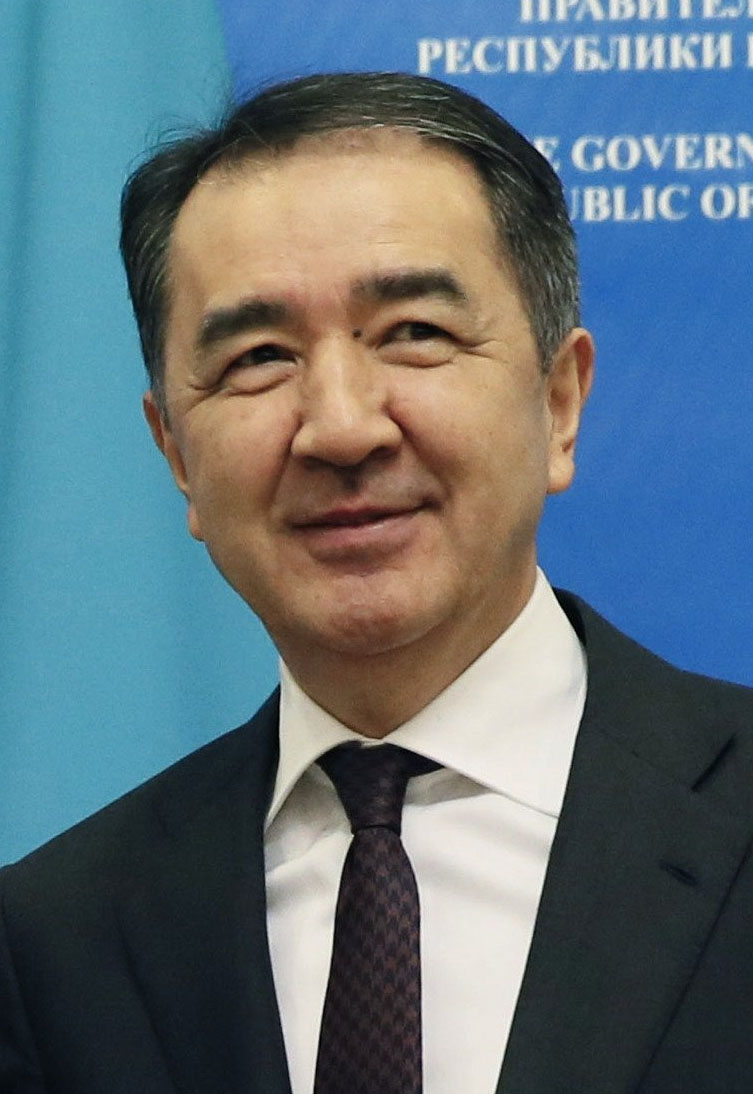
Bakytjan Saguintaïev 2016-2019
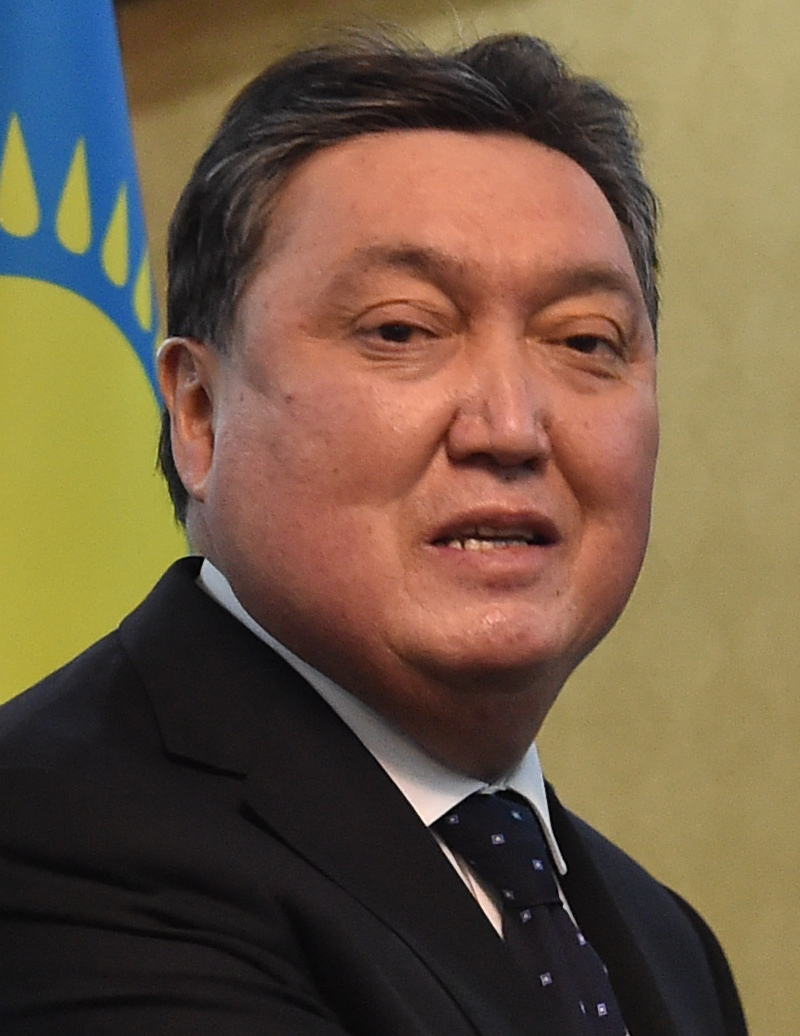
Askar Mamine 2019-2022
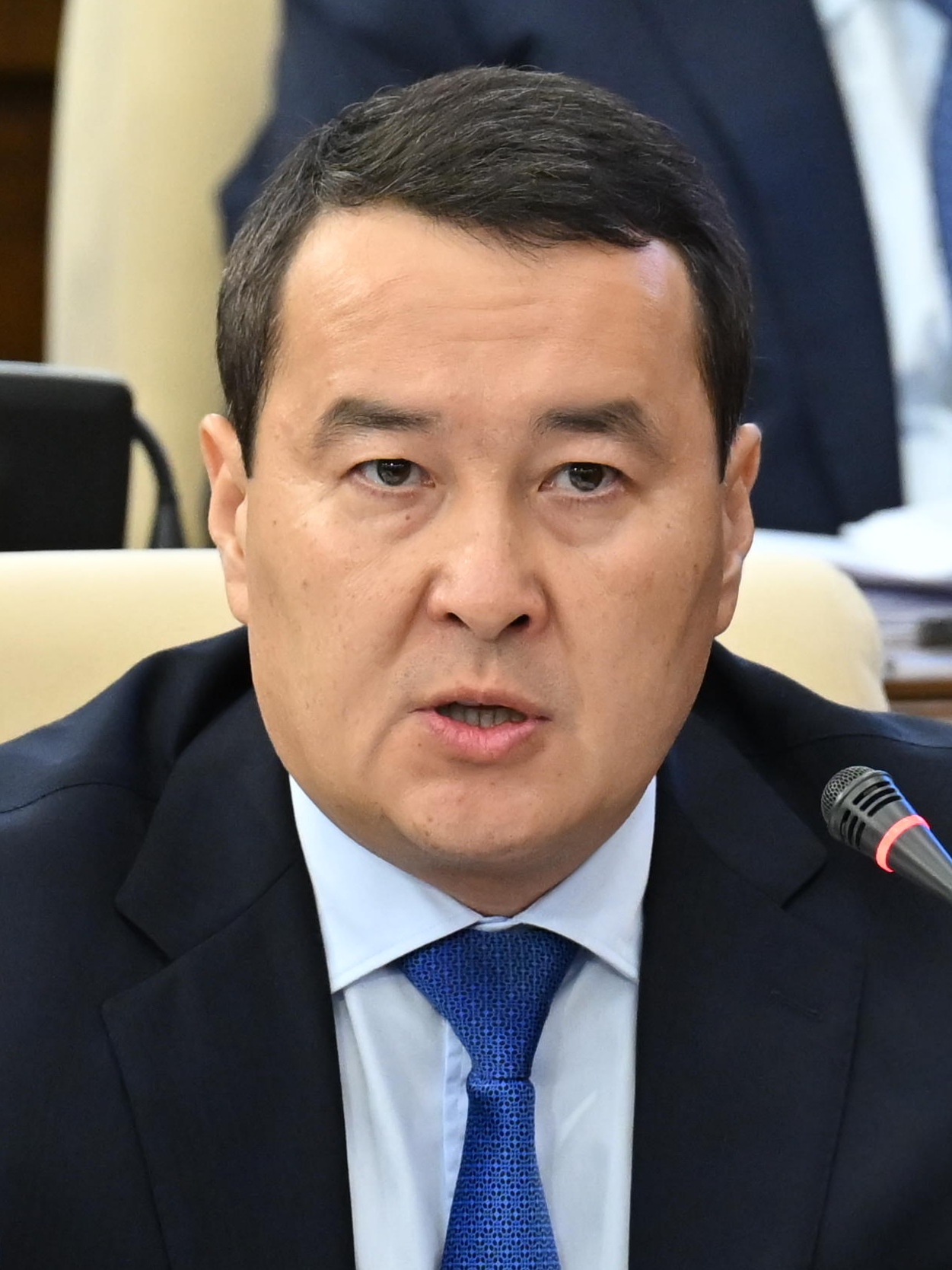
Alikhan Smaïlov 2022-2024
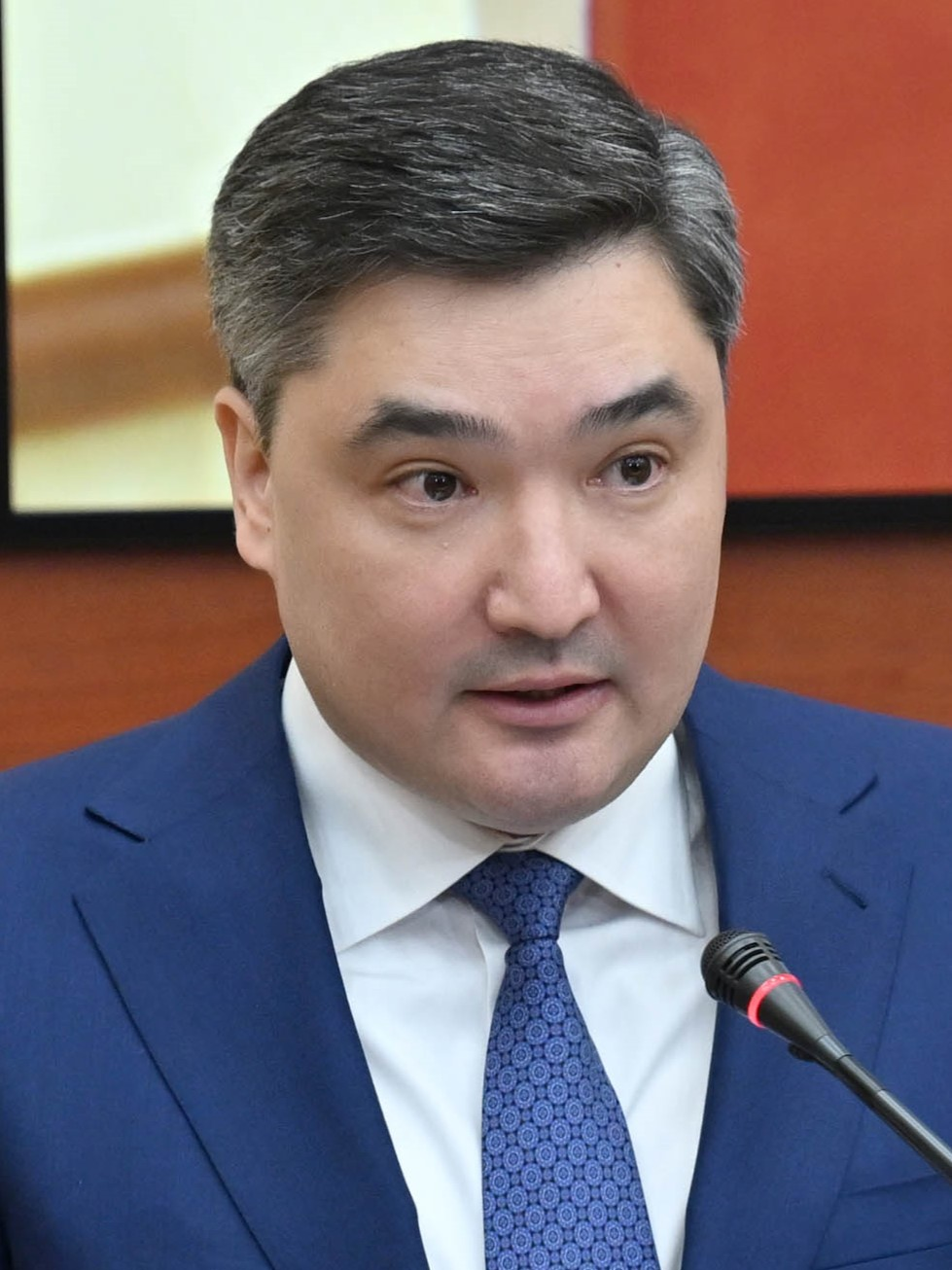
Oljas Bektenov 2024-présent

| Nom                    | Début du mandat   | Fin du mandat     | Parti politique |
| ---------------------- | ----------------- | ----------------- | --------------- |
| Sergueï Terechtchenko  | 14 octobre 1991   | 12 octobre 1994   | Indépendant     |
| Akéjan Kajégueldine    | 12 octobre 1994   | 10 octobre 1997   | UPUK            |
| Nourlan Balguimbayev   | 10 octobre 1997   | 1er octobre 1999  | UPUK            |
| Kassym-Jomart Tokaïev  | 1er octobre 1999  | 28 janvier 2002   | Otan            |
| Imangali Tasmagambetov | 28 janvier 2002   | 13 juin 2003      | Otan            |
| Daniyal Akhmetov       | 13 juin 2003      | 10 janvier 2007   | Otan/Nour-Otan  |
| Karim Massimov         | 10 janvier 2007   | 24 septembre 2012 | Nour-Otan       |
| Serik Akhmetov         | 24 septembre 2012 | 2 avril 2014      | Nour-Otan       |
| Karim Massimov         | 2 avril 2014      | 8 septembre 2016  | Nour-Otan       |
| Bakytjan Saguintaïev   | 8 septembre 2016  | 21 février 2019   | Nour-Otan       |
| Askar Mamine           | 21 février 2019   | 5 janvier 2022    | Nour-Otan       |
| Alikhan Smaïlov        | 5 janvier 2022    | 5 février 2024    | Amanat          |
| Roman Sklyar (intérim) | 5 février 2024    | 6 février 2024    | Amanat          |
| Oljas Bektenov         | 6 février 2024    | En fonction       | Amanat          |

- Bakytjan Saguintaïev
2016-2019
- Askar Mamine
2019-2022
- Alikhan Smaïlov
2022-2024
- Oljas Bektenov
2024-présent